# Набережное (Крым)
На́бережное (укр. Набережне, крымскотат. Naberejnoye, Набережное) — село в Ленинском районе Республики Крым, входит в состав Заветненского сельского поселения (согласно административно-территориальному делению Украины — Заветненского сельсовета Автономной Республики Крым).

## Население
| 2001 | 2014 |
| ---- | ---- |
| 155  | ↘137 |

### Динамика численности
- 1989 год — 153 чел.[9]
- 2001 год — 155 чел.[10]
- 2009 год — 107 чел.[11]
- 2014 год — 137 чел.[12]

Всеукраинская перепись 2001 года показала следующее распределение по носителям языка
| Язык       | Процент |
| ---------- | ------- |
| русский    | 79.35   |
| украинский | 20      |

## Современное состояние
На 2017 год в Набережном числится 4 улицы; на 2009 год, по данным сельсовета, село занимало площадь 74,7 гектара на которой, в 73 дворах, проживало 107 человек. Набережное связано автобусным сообщением с Керчью и соседними населёнными пунктами.

## География
Набережное расположено в 51 км на юго-восток от районного центра Ленино, на обрывистом берегу Керченского пролива, примыкая с востока к селу Заветное, высота центра села над уровнем моря 21 м. Южнее села находится солёное Янышское озеро (или Голь). Расстояние до районного центра Ленино примерно 74 километра (по шоссе), ближайшая железнодорожная станция — Керчь — около 29 километров. Транспортное сообщение осуществляется по региональным автодорогам 35Н-325 Челядиново — Заветное и 35Н-314 Костырино — Набережное (по украинской классификации — С-0-10818 и С-0-10806).

## История
Во время Великой Отечественной войны, в ходе проведения Керченско-Эльтигенской десантной операции, в ноябре—декабре 1943 года, на месте будущего села шли бои с немецко-фашистскими захватчиками. Павшие в этих боях были похоронены в братской могиле на берегу Керченского пролива, на которой в 1958 году установили памятник. Захоронение подвергалось интенсивным подтоплениям, создавалась угроза его разрушения. Приказом Министерства культуры Украины № 358/0/16-11 от 25 мая 2011 года останки советских воинов из братской могилы были перезахоронены в братскую могилу в селе Заветное.
Само село основано в послевоенное время. После освобождения Крыма от фашистов, 12 августа 1944 года было принято постановление № ГОКО-6372с «О переселении колхозников в районы Крыма» и в сентябре того же года в район приехали первые новоселы 204 семьи из Тамбовской области, а в начале 1950-х годов последовала вторая волна переселенцев из различных областей Украины. С 25 июня 1946 года селение в составе Крымской области РСФСР, а 26 апреля 1954 года Крымская область была передана из состава РСФСР в состав УССР. Время присвоения селу современного названия пока не установлено, на 15 июня 1960 года село уже Набережное. По данным переписи 1989 года в селе проживало 153 человека. С 12 февраля 1991 года село в восстановленной Крымской АССР, 26 февраля 1992 года переименованной в Автономную Республику Крым. С 21 марта 2014 года в составе Крыма аннексировано Россией.